# 糸満売り

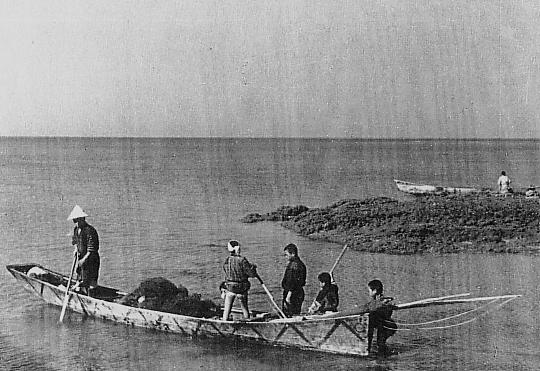
当時の糸満漁師

糸満売り（いとまんうり、イチュマンウイ）は、沖縄県にかつて存在していた年季奉公制度である。

## 概要
10歳前後の貧困層の少年が、前借金と引き換えに沖縄本島南部・糸満の漁師のもとで年季奉公することを「糸満売り」と称した。また沖縄の他の漁村に売りに出された場合も「糸満売り」と言われる場合があった。
特に沖縄本島の北部（山原）や離島には極貧層が多く、数多くの少年が糸満売りに出された。兄弟全員が売りに出されたり、家族を救うために本人が志願して売りに出された例もある。彼らは「雇子（ヤトイングァ）」と呼ばれ、雇用主の下で住み込みで働き、糸満漁業の技術を叩き込まれた。
糸満売りの起源は琉球王国の時代からあったといわれているが、顕在化するのは明治時代になってからである。当時、世界恐慌によるソテツ地獄のかたわら、糸満ではミーカガン（水中眼鏡）が考案されるなど漁具が進化し、フカヒレなどの大型追込網漁が成立した。遠洋漁業の形態には、多くの労働力と熟練された漁業技術者が求められていた。そのため、幼少の頃より漁業技術を伝授させる糸満売りの雇用形態が広く定着することになった。
雇用条件や労働条件は過酷であったものの、ソテツ地獄などの貧困にあえぐ農村から見ればフカヒレ漁が高収入だった側面もあり、また単純にいわゆる人身売買と言うわけではなく形式上はあくまで前借り制度の長期雇用（現代では違法である）でもあり、一般的には技術が一通り身に付くか、または沖縄県での徴兵制施行後は徴兵年齢である満20歳をもって、年季奉公明けとされた。
糸満売りは戦後も存在し続けたが、個人主義（労働自由契約主義）の観点、人身売買の一種であり、また教育を受けさせると言う児童福祉の側面にも反するという理由から、1955年に琉球政府の労働局によって禁止され、実際に摘発が行われる事例もあった。これまでは逃走した雇子を捕まえて引き戻してくれていたはずの警察は、その態度を豹変させることとなったわけである。
なお日本本土では、内外の年季奉公やこれに類する奴隷的取引による労働力確保を旧の悪弊として、明治・大正時代から積極的に取り締まり近代的労働契約慣行への転換を図った。例として1867年のハワイ日本人出稼人召還事件、マリア・ルス号事件、1872年の芸娼妓解放令、1919年のILO（国際労働機関）加盟などがある。しかし旧慣温存政策や太平洋戦争、米軍統治による中断の影響を受け、沖縄では社会への浸透が遅れることとなった。

## 生活の実態
生活環境は厳しく労働は長時間におよんだ。雇子達の中には粗末な食事しか出されず、親方から虐待を受ける者もいた。また年季が明ける度にさらに売りに出される者もいた。さらに泳法の訓練も過酷なものであり、縄で括った上で舟から海へ放り込むようなものであった。
また実際に糸満売りとされた人物の証言によれば「ウムカシ（サツマイモから澱粉を取った残りの滓）が常食で、豊漁の時だけはイモがまともに食べられた」とのことであり、先輩などからのリンチやいわゆるいじめも横行していた。
だが必ずしも非人道的なことばかりがまかり通っていたわけでもなく、預かった子をまるで我が子のように養っていたとの証言もみられ、またやはり雇子は親方にとっても「財産」であるため無為にいじめたり殺すようなことは損であるとして好まれなかったとされ、雇子と親方の娘が結婚に至ったり、一部年季が免除されると言った事例もある。
少女が糸満売りに出される例も見られたが、この場合は直接の漁業に従事するのではなく、雑役や蒲鉾作りなど補助的な労務に充てられた。
なお年季が明けた（または戦後解放された）後は、幼少期からの過酷な労働により漁師としての技術を得たかつての雇子たちは、引き続き漁師として生計を立てていく例も多かった。ただし少年期を過酷な漁業の場で過ごしたため、学校での正規教育を受けておらず文盲が多かった。